# جامعة لندن العالمية
جامعة لندن العالمية [[إنج|University of London Worldwide]] (التي كانت تسمى سابقًا أكاديمية جامعة لندن الدولية) هي الهيئة الأكاديمية المركزية التي تدير برامج الدراسة الخارجية  داخل جامعة لندن الفيدرالية. وصفت جميع الدورات بأنها «جامعة لندن» ببساطة، حيث سبق أن كانت «جامعة لندن للبرامج الدولية» و«جامعة لندن للبرامج الخارجية» في وقت سابق. تدعي أنها أقدم هيئة تعليمية مرنة في العالم، أنشئت بموجب الميثاق الملكي لجامعة لندن لعام 1858،  على الرغم من أن الأكاديميين عارضوا ما إذا كان قد قدم التعليم عن بعد في ذلك الوقت.
تقدم العديد من المؤسسات الأعضاء في جامعة لندن شهادات من خلال البرنامج، بما في ذلك بيركبيك، جولدسميث، كينجز كوليدج لندن، كلية لندن للاقتصاد، كلية لندن للصحة والطب الاستوائي، كوين ماري، رويال هولواي، الكلية البيطرية الملكية، كلية أورينتال وكلية الدراسات الأفريقية وجامعة لندن.
يقدم النظام دورات دراسية للدبلومات الجامعية والدراسات العليا والدرجات لأكثر من 50000 طالب في جميع أنحاء العالم. تعمل مؤسسة عضو معين في جامعة لندن كمؤسسة رائدة لكل دورة تدريبية وهي مسؤولة عن إنشاء مواد للسماح للطلاب بالدراسة في وتيرتها. تجري الاختبارات في مراكز الاختبار حول العالم في مواعيد محددة. العلامات المميزة للبرنامج هي كلفته المنخفضة مقارنةً بالحضور في لندن، وإمكانية متابعة الدراسة بدوام كامل أو بدوام جزئي. كما ورد في النظام الأساسي لجامعة لندن،  يصنف طلاب البرامج الدولية وفقًا لمعايير الطلاب الداخليين لضمان عملية اعتماد موحدة. يمنح الطالب الذي يكمل دورة دراسية في إطار البرنامج درجة من جامعة لندن مع تدوين يحدد المؤسسة الرائدة التي قدمت هذه التعليمات.
اعتبارًا من 2017 يوجد أكثر من 100.000 من خريجي جامعة لندن للتعلم عن بعد في جميع أنحاء العالم، منهم 7 من الحاصلين على جائزة نوبل، 6 رؤساء أو رؤساء وزراء، قادة حاليين وسابقين لكومنولث الأمم، وزراء الحكومة وأعضاء البرلمان، الأكاديميين والقضاة البارزين. في الوقت الحالي يبلغ عدد الطلاب المسجلين عالميًا في البرامج الدولية أكثر من 50000 طالب في أكثر من 180 دولة حول العالم.

## خريجون بارزون
خريجو البرامج الدولية هم أعضاء في جمعية خريجي برامج جامعة لندن الدولية والخريجين الرسميين من جامعة لندن.

### الحائزون على جائزة نوبل
منح ما لا يقل عن سبع جوائز نوبل لخريجي جامعة لندن للتعليم عن بعد في الوضع الخارجي:
- رونالد هـ. كوس (العلوم الاقتصادية، 1991) [9]
- فريدريك جولاند هوبكنز (فسيولوجيا أو طب، 1929) [10]
- تشارلز ك. كاو (فيزياء، 2009) [11]
- نيلسون مانديلا (بيس، 1993) [12][13][14]
- رولف باييت، مؤلف رئيسي في الفريق الحكومي الدولي المعني بتغير المناخ.[15][16][17]
- ول سوينكا (الأدب، 1986) [18]
- ديريك والكوت (أدب، 1992) [18]

### الرؤساء ورؤساء الوزراء والسياسيون
- إيميكا أنياوكو، الأمين العام الثالث لكومنولث الأمم
- لويزا ديوغو، رئيس الوزراء الثالث في موزمبيق [12]
- السير أوليفر جونتيليك، الحاكم العام الثالث لسيلان
- فارون غاندي، عضو البرلمان، لوك سابها من الهند [19]
- ألفان إيكو، سياسي نيجيري [20]
- جاي آر جايواردن، الرئيس الثاني لسري لانكا ورئيس الوزراء السابع لسري لانكا
- تشارلز موغوتا كاجيج، عضو البرلمان، تنزانيا [21]
- ديفيد نوكس، عضو البرلمان السابق في ليك، ستافوردشاير [22]
- إيليني مافرو، وزيرة داخلية جمهورية قبرص [22]
- ثابو مبيكي، الرئيس الثاني لجنوب إفريقيا [23]
- ديبو موني، أول امرأة تتولى منصب وزير خارجية بنغلاديش
- فريد موللي، وزير خارجية المملكة المتحدة للدفاع [24]
- روبرت موغابي، الرئيس الثاني لزيمبابوي ورئيس الوزراء الأول لزيمبابوي [25]
- بول بيرس، عضو البرلمان، أستراليا [26]
- أ.ن.ر. روبنسون، الرئيس الثالث لترينيداد وتوباغو ورئيس الوزراء الثالث لترينيداد وتوباغو
- باتريشيا اسكتلندا، الأمين العام السادس لكومنولث الأمم
- جيسيلا ستيوارت، عضو البرلمان عن برمنغهام إيدجباستون [27][28][29]
- ماريا تام، نائبة هونغ كونغ في المجلس الوطني لنواب الشعب

### العسكر وموظفو الخدمة المدنية والدبلوماسيون
- هاملتون أميراسينغ، الرئيس الحادي والثلاثون للجمعية العامة للأمم المتحدة (1976)
- باتريشيا فاريلا بنزو، مسؤولة حقوق الإنسان في مكتب مفوض الأمم المتحدة السامي لحقوق الإنسان
- تيريزا تشينج، السكرتيرة الرابعة للعدل في هونغ كونغ
- ليونغ شين مان، السكرتير الدائم في حكومة هونغ كونغ
- توماس كيلي كيني، جنرال الجيش البريطاني
- ستيفن لام، السكرتير الأول لإدارة هونج كونج
- جونابالا مالالاسيكيرا، الممثل الدائم لسري لانكا لدى الأمم المتحدة والسفير [30]
- برنارد بيريس، سكرتير مجلس الوزراء في سريلانكا
- إديريويرا ساراتشاندرا، سفير سريلانكا لدى فرنسا
- كازوناري سوزوكي، دبلوماسي بوزارة الخارجية (اليابان)
- لي تيه تسنغ، سفير جمهورية الصين لدى إيران وتايلاند

### القضاة والمحامون
- هيلينا نورمانتون، أول محامية في المملكة المتحدة.[31]
- كريستوفر ويرامانتري، قاض ونائب رئيس محكمة العدل الدولية [32]
- بولا أجيبولا، قاضي محكمة العدل الدولية [33]
- مئير شمجار، الرئيس السابق / رئيس المحكمة العليا الإسرائيلية [34]
- فيكتور تينكون، رئيس القضاة الخامس والثلاثين في سريلانكا
- إدوارد ويليامز، قاضي المحكمة العليا في كوينزلاند، أستراليا [35]
- فريديريك سمالكين، الرئيس القاضي السابق في محكمة مقاطعة الولايات المتحدة للمنطقة ماريلاند، [36]
- تشور سينغ، قاضي المحكمة العليا في سنغافورة
- باباتونجي أولوفويكو، المحامي العام للمنطقة الغربية، نيجيريا
- أوزوالد ليزلي دي كريتسر الثالث، قاضي المحكمة العليا في سيلان
- هنري ثامبيا، قاضي المحكمة العليا في سيلان
- أندرو تشان هينغ واي، قاضي المحكمة الابتدائية (هونج كونج)

### رجال الأعمال
- جوزيف هوتونج، أول رئيس لمجلس تطوير الفنون في هونغ كونغ وحاصل على بكالوريوس في الفارس [37][38]
- خديجة مشتاق، المدير التنفيذي لنظام مدارس الجذور
- شيرين نايكين، الرئيس التنفيذي لمجلس السياحة في سيشيل
- نيكولا فوغل، المدير العالمي الأول للموارد البشرية في دانفوس

### العلماء والأكاديميون
- تشينوا أتشيبي، أستاذة ديفيد وجامعة ماريانا فيشر بجامعة براون.[18][39]
- غريس أيل ويليامز، مستشارة جامعة بنين
- آسا بريجز، مستشار الجامعة المفتوحة (1978 إلى 1994) [40]
- براين لورنس بيرت، عالم نباتات إنجليزي [41]
- بوب كوتس، أستاذ سابق بجامعة يورك
- جلين ديفيز، خبير اقتصادي [42]
- باتريك دو فال، مخترع مفهوم التفرد دو فال في سطح جبري [43]
- جيفري التون، أستاذ التاريخ في جامعة ريجيس
- السير روي غود، مؤسس مركز دراسات القانون التجاري في كوين ماري ، جامعة لندن.[44]
- أنتوني جرايلنج، ماجستير في كلية العلوم الإنسانية الجديدة [45]
- أليك إيسيجونيس، مهندس ومصمم شركة بريتيش موتور كوربوريشن ميني [12]
- هارولد جيفريز، عالم رياضيات، إحصائي، جيوفيزيائي وعالم فلك [46]
- إسرائيل كيرزنر، أستاذ الاقتصاد السابق بجامعة نيويورك [47]
- كلفن لانكستر، أستاذ الاقتصاد السابق بجامعة كولومبيا [48]
- دي إتش لورنس، مؤلف وناقد بريطاني [49]
- رونالد بايبر، أستاذ ونائب المدير في جامعة سانت أندروز [50]
- شارلوت سكوت، أستاذ الرياضيات السابق في كلية برين مور [51]
- تشارلز ب. سنو، رئيس جامعة سانت أندروز (1961 إلى 1964) [52]
- ل. دودلي ستام، أستاذ بكلية لندن للاقتصاد والعلوم السياسية [53]
- بارنز واليس، مخترع القنبلة المرتدة [13]
- آلان والترز، كبير المستشارين الاقتصاديين السابقين لرئيسة الوزراء مارغريت تاتشر [54]

### الممثلون والممثلات
- راميتا ماهابريوكبونج، الممثلة التايلاندية

### دين
- لويس تشارلز كاسارتيلي، أسقف سالفورد الرابع [55]
- توماس كوراي، كاردينال الكنيسة الكاثوليكية الرومانية

### الآخرين
- أديولي أقباجي، ممثل [22]
- أولي بيير، كاتبة [56]
- مالكولم برادبري، مؤلف وأكاديمي بريطاني [18]
- جيم كريس، الروائي الإنجليزي [57][58]
- لويز كريتون، مؤلفة وناشطة بريطانية [59]
- سيقون تياقو، الطبيب والمحامي.[60]
- نايجل دي جروتشي، مسؤول نقابي سابق [61]
- جاك هيغنز، روائي إنجليزي [49]
- ديفيد فوربس مارتين، عالم فيزيائي [62]
- سي بي نيو، عالم فيزيائي وروائي [49]
- جوشيا ستامب، خبير اقتصادي ومدير سابق لبنك إنجلترا [63]
- جوردون تايلور، لاعب كرة قدم محترف سابق ورئيس تنفيذي حالي لرابطة لاعبي كرة القدم المحترفين [18]
- باربرا ثيرينغ، كاتبة ومؤرخة أسترالية
- هـ. ج. ويلز، كاتب [64][65]
- كواسي ويردو، الفيلسوف [18]
- فرانسيس ييتس، مؤرخ

## أساتذة بارزون
- تي إس إليوت [66]

## روابط خارجية
- الموقع الرسمي لجامعة لندن
- 150 سنة - احتفالات الذكرى السنوية، جامعة لندن، أرشيد
- التايمز للجامعات